# Charlène Guignard
Charlène Edith Magali Guignard (ur. 12 sierpnia 1989 w Breście) – francuska łyżwiarka figurowa reprezentująca Włochy, startująca w parach tanecznych z Markiem Fabbri. Uczestniczka igrzysk olimpijskich (2014, 2018), wicemistrzyni (2023) i brązowa medalistka mistrzostw świata (2024), dwukrotna mistrzyni (2023, 2024) i dwukrotna brązowa medalistka mistrzostw Europy (2019, 2022), srebrna (2023 i dwukrotna brązowa medalistka finału Grand Prix (2018, 2022), 6-krotna mistrzyni Włoch (2019–2024).

## Osiągnięcia

### Z Markiem Fabbri (Włochy)

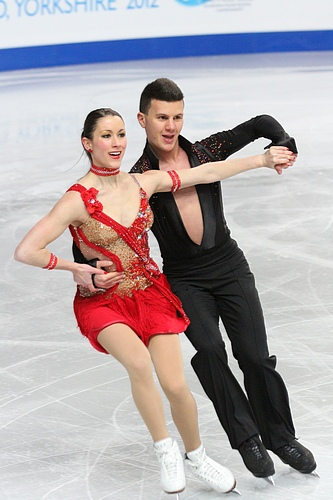
Guignard i Fabbri na mistrzostwach Europy 2012

| Zawody                        | 10–11          | 11–12          | 12–13          | 13–14          | 14–15          | 15–16          | 16–17          | 17–18          | 18–19          | 19–20          | 20–21          | 21–22          | 22–23          | 23–24          |                |                |                |
| Międzynarodowe                | Międzynarodowe | Międzynarodowe | Międzynarodowe | Międzynarodowe | Międzynarodowe | Międzynarodowe | Międzynarodowe | Międzynarodowe | Międzynarodowe | Międzynarodowe | Międzynarodowe | Międzynarodowe | Międzynarodowe | Międzynarodowe | Międzynarodowe | Międzynarodowe | Międzynarodowe |
| ----------------------------- | -------------- | -------------- | -------------- | -------------- | -------------- | -------------- | -------------- | -------------- | -------------- | -------------- | -------------- | -------------- | -------------- | -------------- | -------------- | -------------- | -------------- |
| Zimowe igrzyska olimpijskie   |                |                |                | 14             |                |                |                | 10             |                |                |                | 5              |                |                |                |                |                |
| Mistrzostwa świata            | 19             |                | 17             | 14             | 12             | 10             | 11             | 9              | 8              | C              | 6              | 4              | 2              | 3              |                |                |                |
| Mistrzostwa Europy            |                | 11             | 9              | 8              | 6              | 7              | 6              | 5              | 3              | 4              | C              | 3              | 1              | 1              |                |                |                |
| GP Finał Grand Prix           |                |                |                |                |                |                |                |                | 3              |                |                | C              | 3              | 2              |                |                |                |
| GP Cup of China               |                |                | 5              |                |                |                |                |                |                |                |                |                |                |                |                |                |                |
| GP Grand Prix de France       |                |                |                |                |                |                |                |                |                | 3              | C              |                | 1              | 1              |                |                |                |
| GP NHK Trophy                 |                |                |                |                |                |                |                |                |                | 3              |                |                |                | 2              |                |                |                |
| GP Rostelecom Cup             |                |                |                |                |                | 4              | 4              | 5              |                |                |                | 2              |                |                |                |                |                |
| GP Skate America              |                |                |                |                | 6              |                | 4              |                | 2              |                |                |                |                |                |                |                |                |
| GP Skate Canada International |                |                |                | 7              |                | 4              |                |                |                |                |                | 2              |                |                |                |                |                |
| GP Grand Prix Helsinki        |                |                |                |                |                |                |                |                | 2              |                |                |                |                |                |                |                |                |
| GP MK John Wilson Trophy      |                |                |                |                |                |                |                |                |                |                |                |                | 1              |                |                |                |                |
| CS Alpen Trophy               |                |                |                |                |                |                |                |                | 1              |                |                |                |                |                |                |                |                |
| CS Budapest Trophy            |                |                |                |                |                |                |                |                |                |                |                |                |                |                |                |                |                |
| CS Golden Spin Zagrzeb        | 3              | 3              |                |                | 2              | 1              | 1              | 2              |                | 1              |                |                |                |                |                |                |                |
| CS Ice Challenge              |                |                |                |                |                |                |                |                |                |                |                | 1              |                |                |                |                |                |
| CS Lombardia Trophy           |                |                |                |                |                |                | 1              | 1              | 1              | 1              |                | 1              | 1              |                |                |                |                |
| CS Memoriał Ondreja Nepeli    |                |                |                |                | 2              |                |                |                |                |                |                |                |                |                |                |                |                |
| CS Warsaw Cup                 |                |                |                |                |                | 1              |                |                |                |                |                |                |                |                |                |                |                |
| Bavarian Open                 |                | 1              |                |                |                |                |                |                |                |                |                |                |                |                |                |                |                |
| Finlandia Trophy              |                | 4              |                |                |                |                |                |                |                |                |                |                |                |                |                |                |                |
| Lombardia Trophy              |                |                |                |                |                | 2              |                |                |                |                |                |                |                |                |                |                |                |
| Memoriał Ondreja Nepeli       |                |                |                | 2              |                |                |                |                |                |                |                |                |                |                |                |                |                |
| Memoriał Pavla Romana         |                |                | 3              |                |                |                |                |                |                |                |                |                |                |                |                |                |                |
| Mont Blanc Trophy             | 3              |                |                |                |                |                |                |                |                |                |                |                |                |                |                |                |                |
| New Year's Cup                |                |                | 1              |                |                |                |                |                |                |                |                |                |                |                |                |                |                |
| NRW Trophy                    | 4              | 2              |                | 1              |                |                |                |                |                |                |                |                |                |                |                |                |                |
| Trophy of Lyon                |                |                | 1              |                |                |                |                |                |                |                |                |                |                |                |                |                |                |
| Zimowa uniwersjada            |                |                |                |                | 1              |                |                |                |                |                |                |                |                |                |                |                |                |
| Krajowe                       |                |                |                |                |                |                |                |                |                |                |                |                |                |                |                |                |                |
| Mistrzostwa Włoch             | 2              | 2              | 2              | 2              | 2              | 2              | 2              | 2              | 1              | 1              | 1              | 1              | 1              | 1              |                |                |                |
| Zawody drużynowe              |                |                |                |                |                |                |                |                |                |                |                |                |                |                |                |                |                |
| Igrzyska olimpijskie          |                |                |                |                |                |                |                | 4 T 4 P        |                |                |                |                |                |                |                |                |                |
| World Team Trophy             |                |                |                |                |                |                |                |                | 6 T 5 P        |                | 4 T 2 P        |                |                |                |                |                |                |

### Z Guillaume Paulmier (Francja)
| Zawody                                | 06–07                                 | 07–08                                 | 08–09                                 |                                       |                                       |                                       |                                       |                                       |                                       |                                       |                                       |                                       |                                       |                                       |                                       |                                       |                                       |                                       |
| Międzynarodowe: Kategorie młodzieżowe | Międzynarodowe: Kategorie młodzieżowe | Międzynarodowe: Kategorie młodzieżowe | Międzynarodowe: Kategorie młodzieżowe | Międzynarodowe: Kategorie młodzieżowe | Międzynarodowe: Kategorie młodzieżowe | Międzynarodowe: Kategorie młodzieżowe | Międzynarodowe: Kategorie młodzieżowe | Międzynarodowe: Kategorie młodzieżowe | Międzynarodowe: Kategorie młodzieżowe | Międzynarodowe: Kategorie młodzieżowe | Międzynarodowe: Kategorie młodzieżowe | Międzynarodowe: Kategorie młodzieżowe | Międzynarodowe: Kategorie młodzieżowe | Międzynarodowe: Kategorie młodzieżowe | Międzynarodowe: Kategorie młodzieżowe | Międzynarodowe: Kategorie młodzieżowe | Międzynarodowe: Kategorie młodzieżowe | Międzynarodowe: Kategorie młodzieżowe |
| ------------------------------------- | ------------------------------------- | ------------------------------------- | ------------------------------------- | ------------------------------------- | ------------------------------------- | ------------------------------------- | ------------------------------------- | ------------------------------------- | ------------------------------------- | ------------------------------------- | ------------------------------------- | ------------------------------------- | ------------------------------------- | ------------------------------------- | ------------------------------------- | ------------------------------------- | ------------------------------------- | ------------------------------------- |
| Mistrzostwa świata juniorów           |                                       | 18                                    | 19                                    |                                       |                                       |                                       |                                       |                                       |                                       |                                       |                                       |                                       |                                       |                                       |                                       |                                       |                                       |                                       |
| JGP w Bułgarii                        |                                       | 9                                     |                                       |                                       |                                       |                                       |                                       |                                       |                                       |                                       |                                       |                                       |                                       |                                       |                                       |                                       |                                       |                                       |
| JGP w Czechach                        | 12                                    |                                       |                                       |                                       |                                       |                                       |                                       |                                       |                                       |                                       |                                       |                                       |                                       |                                       |                                       |                                       |                                       |                                       |
| JGP we Francji                        |                                       |                                       | 8                                     |                                       |                                       |                                       |                                       |                                       |                                       |                                       |                                       |                                       |                                       |                                       |                                       |                                       |                                       |                                       |
| JGP w USA                             |                                       | 5                                     |                                       |                                       |                                       |                                       |                                       |                                       |                                       |                                       |                                       |                                       |                                       |                                       |                                       |                                       |                                       |                                       |
| Santa Claus Cup                       |                                       |                                       | 1 J                                   |                                       |                                       |                                       |                                       |                                       |                                       |                                       |                                       |                                       |                                       |                                       |                                       |                                       |                                       |                                       |
| Krajowe                               |                                       |                                       |                                       |                                       |                                       |                                       |                                       |                                       |                                       |                                       |                                       |                                       |                                       |                                       |                                       |                                       |                                       |                                       |
| Mistrzostwa Francji                   |                                       |                                       | 5                                     |                                       |                                       |                                       |                                       |                                       |                                       |                                       |                                       |                                       |                                       |                                       |                                       |                                       |                                       |                                       |

## Programy
Charlène Guignard / Marco Fabbri
| Sezon   | Taniec rytmiczny (RD) | Taniec dowolny (FD) |
| ------- | --- | --- |
| 2023–24 | - Holding Out for a Hero – Bonnie Tyler, John Steinman - Against All Odds (Take a Look at Me Now) – Phil Collins - Holding Out For a Hero – Bonnie Tyler, John Steinman choreografia: Barbara Fusar-Poli, Corrado Giordani | - Through the Sheets – Abel Korzeniowski - Arrival of the Birds (z filmu Karmazynowe skrzydła: Tajemnice flamingów) – The Cinematic Orchestra - A Model of the Universe (z filmu Teoria wszystkiego) – Jóhann Jóhannsson - Closing Credits (z filmu Projektantka) – David Hirschfelder choreografia: Barbara Fusar-Poli, Corrado Giordani |
| 2022–23 | - Samba: This Is – Grace Jones - Rumba: I'm Crying (Mother's Tears) – Grace Jones - Samba: Pantera en Libertad (Apollo 440 Remix) – Mónica Naranjo, Apollo 440 choreografia: Barbara Fusar-Poli, Corrado Giordani | - My Love Will Never Die – AG ft. Claire Wyndham - Mephisto's Lullaby – Yair Albeg Wein, Or Kribos - Eden – Belinda choreografia: Barbara Fusar-Poli, Corrado Giordani |
| 2021–22 | - Funk: Diamonds Are Invincible – Michael Jackson, Mark Ronson - Hip-hop: Smooth Criminal – Michael Jackson - Disco: Don’t Stop ’Til You Get Enough – Michael Jackson choreografia: Barbara Fusar-Poli, Corrado Giordani | - Atonement – Dario Marianelli - Little Sparrow – Abel Korzeniowski choreografia: Barbara Fusar Poli, Corrado Giordani |
| 2020–21 | - Blues: Hopelessly Devoted to You (z Grease Live!) – Julianne Hough - Rock: Greased Lightnin’ – Glee - Quickstep, swing: We Go Together – Aaron Tveit, Julianne Hough i in. choreografia: Barbara Fusar Poli, Corrado Giordani | - Atonement – Dario Marianelli - Little Sparrow – Abel Korzeniowski choreografia: Barbara Fusar Poli, Corrado Giordani |
| 2019–20 | - Blues: Hopelessly Devoted to You (z Grease Live!) – Julianne Hough - Rock: Greased Lightnin’ – Glee - Quickstep, swing: We Go Together – Aaron Tveit, Julianne Hough i in. choreografia: Barbara Fusar Poli, Corrado Giordani - Paramour z Cirque du Soleil – Guy Dubuc, Marc Lessard - Blues: AJ's Blues - Quickstep: The Hollywood Wiz - Quickstep: Reel Love | - Space Oddity – Amanda Palmer, Jherez Bischoff, oryg. David Bowie - Life on Mars? – Lukas Nelson & Promise of the Real, oryg. David Bowie |